# Fanny Blankers-Koen
Francina Elsje Blankers-Koen, detta Fanny (Baarn, 26 aprile 1918 – Hoofddorp, 25 gennaio 2004), è stata una velocista, ostacolista, altista e lunghista olandese, vincitrice di quattro medaglie d'oro olimpiche ai Giochi di Londra 1948.
Specializzata in particolare nella velocità e negli ostacoli alti, discipline in cui ottenne i suoi maggiori successi, fu capace di mettersi in luce anche in molte altre discipline, come salto in alto, salto in lungo, getto del peso e prove multiple. Venne soprannominata "la mammina volante" perché all'epoca era una trentenne sposata e madre di due bambini, un fatto fuori dal comune per quei tempi, in cui l'attività sportiva femminile era ancora molto osteggiata.

## Biografia

### La giovinezza
Il talento sportivo di Fanny Koen fu subito evidente. Da adolescente praticò tennis, nuoto, ginnastica, pattinaggio su ghiaccio e corsa. Le riusciva difficile scegliere a quale sport dedicarsi. Un istruttore di nuoto le suggerì di lasciar perdere il nuoto, perché c'erano già parecchi nuotatori di alto livello nei Paesi Bassi (come Rie Mastenbroek), e di dedicarsi piuttosto all'atletica leggera, dove avrebbe avuto più possibilità di qualificarsi per le Olimpiadi.
La sua prima apparizione in una competizione ufficiale avvenne nel 1935. Alla terza corsa stabilì il nuovo record nazionale sugli 800 m. Ben presto venne convocata in nazionale, ma come velocista, non mezzofondista. L'anno seguente, ad appena diciotto anni, fu selezionata per partecipare alle Olimpiadi di Berlino.
A Berlino gareggiò nel salto in alto e nella staffetta 4×100 m. Le gare si svolgevano nello stesso giorno. Nell'alto arrivò sesta a pari merito con altre due saltatrici, mentre la staffetta olandese arrivò quinta in finale.
Fanny Koen emerse lentamente. Nel 1938 stabilì il suo primo record mondiale (11" netti sulle 100 iarde) e vinse le sue prime medaglie internazionali. Ai Campionati europei a Vienna ottenne il bronzo nei 100 m e nei 200 m. Molti, tra cui la stessa Koen, si aspettavano grandi risultati da lei alle successive Olimpiadi, in programma nel luglio 1940 a Helsinki. Purtroppo lo scoppio della seconda guerra mondiale fece interrompere i preparativi. Il 2 maggio 1940 i Giochi olimpici vennero formalmente annullati, una settimana prima che le truppe tedesche invadessero i Paesi Bassi.

### La seconda guerra mondiale

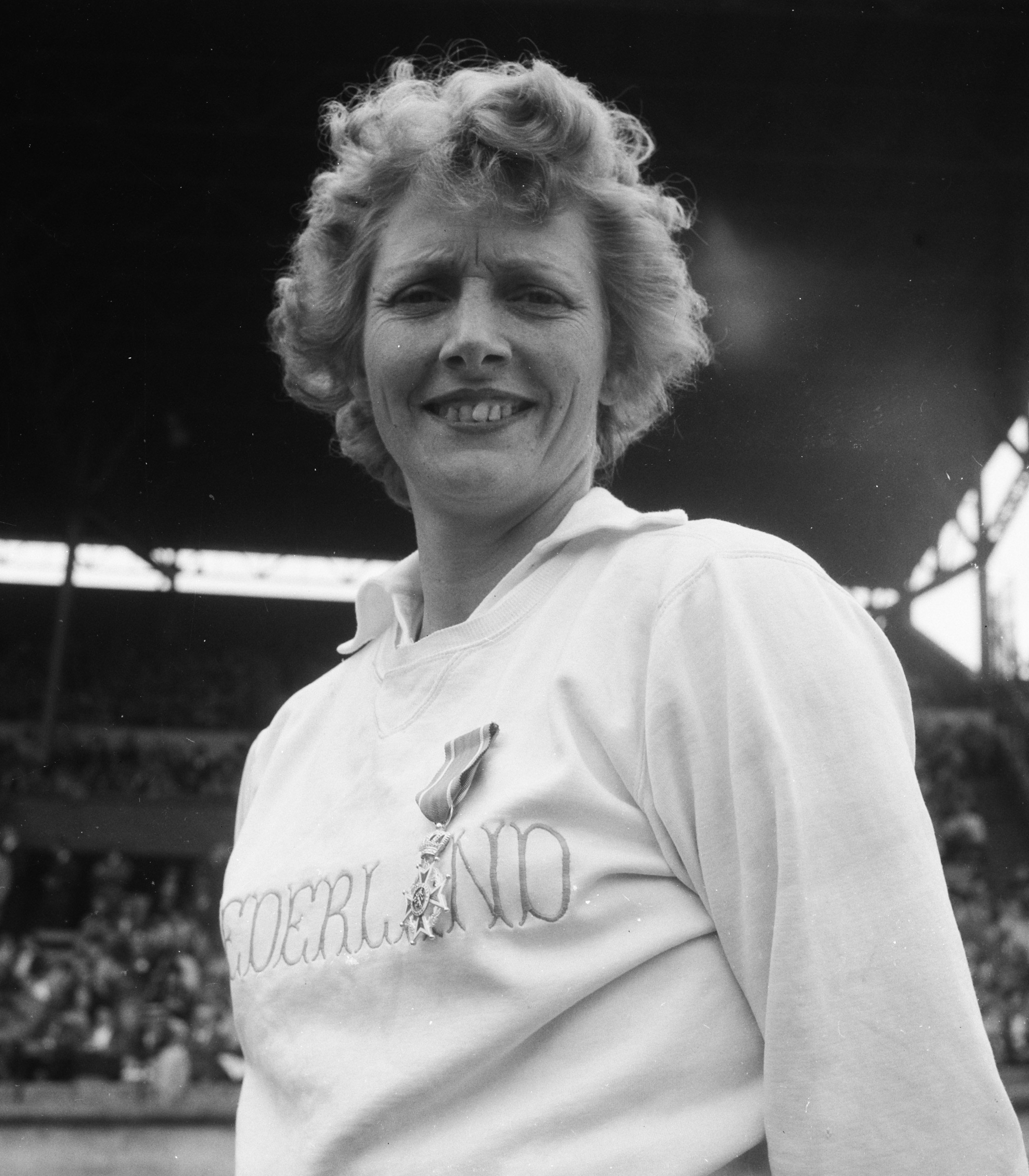
Fanny Blankers-Koen nel 1949

Appena prima dell'invasione, Fanny Koen si era fidanzata, e il 29 agosto 1940 si sposò con Jan Blankers, diventando così Fanny Blankers-Koen. Jan Blankers, ex triplista (partecipò alle Olimpiadi del 1928), era un giornalista sportivo e l'allenatore della squadra femminile olandese di atletica. Blankers inizialmente pensava che le donne non dovessero partecipare alle competizioni sportive (un'idea diffusa all'epoca), ma cambiò atteggiamento dopo essersi innamorato di Fanny Koen, più giovane di lui di quindici anni.
Quando Fanny Blankers-Koen diede alla luce il suo primogenito Jan Junior nel gennaio 1941, la stampa olandese diede per scontato che la sua carriera sportiva fosse finita. A quei tempi le atlete di alto livello sposate erano una rarità, e per la maggior parte delle persone era semplicemente inconcepibile che una madre facesse attività agonistica. I coniugi Blankers-Koen la pensavano diversamente e poche settimane dopo il parto Fanny Blankers-Koen riprese ad allenarsi.
Durante la guerra Fanny Blankers-Koen stabilì sei primati mondiali. Il primo arrivò nel 1942 sugli 80 m ostacoli. L'anno dopo fece addirittura meglio. Prima migliorò il record del salto in alto, arrivando a 1,71 m in una gara organizzata appositamente ad Amsterdam. Poi eguagliò il record mondiale sui 100 m, ma la sua prestazione non fu riconosciuta ufficialmente perché il tempo era stato ottenuto gareggiando contro atleti uomini. Infine chiuse la stagione con il nuovo record mondiale nel salto in lungo con 6,25 m.
Erano tempi duri, ed era sempre più difficile avere cibo a sufficienza, soprattutto per un atleta in attività. Nonostante tutto, Fanny Blankers-Koen riuscì a infrangere il primato mondiale sulle 100 iarde nel maggio 1944. Nello stesso meeting, corse nella staffetta che stabilì il nuovo primato nella 4×110 iarde. La stampa tedesca era eccitata, dato che il record precedente apparteneva a una staffetta britannica. Qualche mese dopo contribuì a battere il record della 4×200 m, detenuto dalla Germania. In un atto di sfida, le staffettiste indossarono divise con i simboli nazionali olandesi quando realizzarono il record.
L'inverno tra il 1944 e 1945, noto come Hongerwinter (inverno di fame), fu molto duro. Il cibo era scarsissimo, soprattutto nelle grandi città. Ovviamente lo sport era l'ultimo dei pensieri per tutti, e la famiglia Blankers, che viveva a Amsterdam, si accontentava di sopravvivere alla guerra in buona salute.

### La mammina volante
Il primo grande evento internazionale dopo la guerra furono i Campionati europei del 1946, a Oslo, in Norvegia. Alcuni mesi prima Fanny Blankers-Koen aveva dato alla luce Fanny Junior, ma poco dopo aveva ripreso nuovamente gli allenamenti. I campionati furono una mezza delusione. Nella semifinale dei 100 m, che si svolse durante la finale del salto in alto, cadde e non si qualificò per la finale. Con qualche escoriazione per la caduta, finì quarta nel salto in alto. Il secondo giorno andò meglio, con le vittorie sugli 80 m ostacoli e nella staffetta 4×100 m.
Come migliore atleta olandese (nel 1947 vinse 6 titoli nazionali), Fanny Blankers-Koen si assicurò un posto nella nazionale per le prime Olimpiadi post-belliche di Londra. Dopo l'esperienza di Oslo, decise di non gareggiare in tutti gli eventi, limitandosi a quattro gare: 100 m, 200 m, 80 m ostacoli e 4×100 m. Diede prova della sua forma due mesi prima dei Giochi, stabilendo il nuovo record mondiale sugli 80 m ostacoli. Nonostante ciò, alcuni giornalisti misero in dubbio la sua condizione fisica, sostenendo che a trent'anni una donna era troppo vecchia per essere un'atleta.

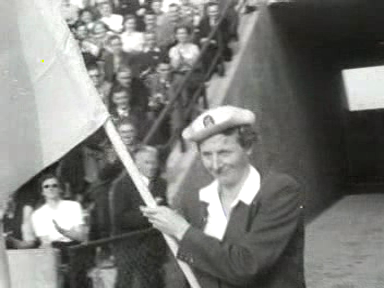
Fanny Blankers-Koen nel 1951

La sua prima gara furono i 100 m. Si qualificò agevolmente per la semifinale, dove fece il miglior tempo. La finale si corse il 2 agosto sotto la pioggia su una pista fangosa. Fanny Blankers-Koen arrivò prima al traguardo in 11"9, battendo facilmente le avversarie Dorothy Manley (seconda) e Shirley Strickland (terza).
Fanny Blankers-Koen divenne così la prima atleta olandese a vincere un titolo olimpico in atletica, ma era preoccupata per la gara successiva, gli 80 m ostacoli. La sua principale concorrente era Maureen Gardnerche aveva eguagliato il suo primato mondiale prima dei Giochi e che avrebbe gareggiato davanti al pubblico di casa. Entrambe si qualificarono per la finale. Fanny Blankers-Koen partì male (successivamente disse che aveva pensato ci fosse stata una falsa partenza). Recuperò velocemente, ma non riuscì a staccare la Gardner, che le rimase attaccata fino al traguardo, dove arrivarono quasi simultaneamente. Poco dopo venne suonato l'inno nazionale britannico e il pubblico dello Stadio di Wembley esultò. La Blankers-Koen pensò di essere stata battuta. Invece l'inno era per omaggiare la famiglia reale che stava entrando nello stadio. Dal fotofinish risultò chiaramente che Fanny Blankers-Koen aveva vinto, anche se entrambe vennero accreditate dello stesso tempo (11"2).
Il giorno dopo la Blankers-Koen rischiò di non presentarsi alle semifinali dei 200 m. Aveva nostalgia di casa. Dopo aver parlato a lungo con il marito, decise di correre lo stesso, e si qualificò per la finale con grande facilità. La finale si corse il 6 agosto, di nuovo sotto la pioggia. Erano i primi 200 m femminili nella storia delle Olimpiadi. Fanny Blankers-Koen vinse in 24"4, con 7 decimi di secondo di vantaggio sulla seconda, Audrey Williamson (che è tuttora il più ampio margine di vittoria di una finale olimpica dei 200 m). Il bronzo andò a Audrey Patterson, la prima donna afro-americana a vincere una medaglia olimpica, anche se dopo molti anni si scoprì una foto dell'arrivo da cui risulta che in realtà Shirley Strickland era arrivata terza.
La finale della 4×100 m era in programma nell'ultimo giorno di gare. La staffetta olandese, composta da Xenia Stad-de Jong, Nettie Witziers-Timmer, Gerda van der Kade-Koudijs e Fanny Blankers-Koen si qualificò per la finale, ma poco prima della partenza la Blankers-Koen non si trovava. Era uscita per comprare un impermeabile e arrivò appena in tempo per la gara. Come ultima staffettista, ricevette il testimone in terza posizione, circa cinque metri dietro Australia e Canada. Dopo un cambio lento e scrupoloso, raggiunse il duo di testa e tagliò il traguardo con un decimo di secondo di vantaggio sull'australiana.
Fanny Blankers-Koen fu la prima donna a vincere quattro ori olimpici, per di più in una sola edizione. Fino alle Olimpiadi del 2000 comprese, solo altri tre atleti sono riusciti a vincere quattro ori nella stessa Olimpiade: Alvin Kraenzlein (1900), Jesse Owens (1936) e Carl Lewis (1984). Ribattezzata "la mammina volante" e "Amazing Fanny" dalla stampa internazionale, al suo rientro a Amsterdam fu accolta da una folla immensa. Sfilò per tutta la città a bordo di una carrozza, ricevette lodi e regali. I suoi vicini le regalarono una bicicletta, "per prendere la vita più lentamente".

### Dopo Londra
Diventata celebre in tutto il mondo, la Blankers-Koen ricevette molte offerte come testimonial pubblicitario, per presentazioni o altre attività simili. Dovette rifiutarne la maggior parte a causa delle rigide regole sul dilettantismo allora in vigore. Comunque nel 1949 viaggiò all'estero per promuovere l'atletica femminile, volando in Australia e negli Stati Uniti d'America.
Un episodio oscuro avvenne nel 1950. L'anno prima Foekje Dillema era salita alla ribalta come nuovo talento dello sprint olandese. Nel 1950 infranse il primato nazionale sui 200 m e alcuni giornalisti la ribattezzarono prontamente "la nuova Fanny". Dopo una verifica molto dubbia sul sesso, probabilmente su richiesta di Jan Blankers, Foekje Dillema fu espulsa dalla squadra olandese. Non si conoscono gli esiti precisi di quel test e, sebbene la Dillema avesse un aspetto mascolino, la maggior parte delle persone non aveva dubbi sul fatto che fosse una donna. Molte atlete della squadra olandese di quei tempi sospettarono fosse un tentativo dei coniugi Blankers di eliminare una potenziale rivale, ma non fu mai provato.
Quell'anno Fanny Blankers-Koen riuscì quasi a ripetere la prestazione olimpica ai Campionati europei a Bruxelles. Vinse i 100 m, i 200 m e gli 80 m ostacoli con ampio margine, ma perse per un soffio la staffetta dietro al Regno Unito.
A 34 anni prese parte alle sue terze Olimpiadi a Helsinki. La sua condizione atletica era buona, ma era alle prese con una fastidiosa bolla sulla natica. Si qualificò per le semifinali dei 100 m, ma rinunciò per risparmiarsi per gli ostacoli. Arrivò in finale, ma si ritirò dopo aver sbattuto contro il secondo ostacolo. Fu la sua ultima gara in una competizione di alto livello. Il 7 agosto 1955, a 37 anni, si aggiudicò la sua ultima vittoria, vincendo il suo 58º titolo nazionale olandese, nel getto del peso.

### Dopo il ritiro

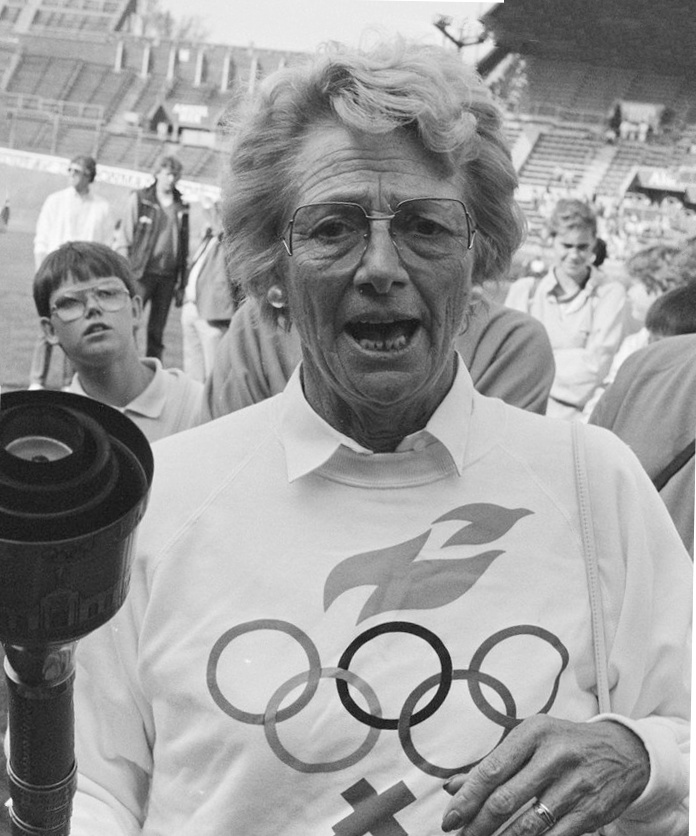
Fanny Blankers-Koen nel 1986

Abbandonate le gare, Fanny Blankers-Koen guidò la nazionale di atletica olandese dagli europei del 1958 alle Olimpiadi del 1968.
Nel 1977 suo marito morì e alcuni anni dopo la Blankers-Koen tornò a vivere a Hoofddorp, dove era cresciuta. Nel 1981 vennero istituiti i Fanny Blankers-Koen Games, un evento internazionale di atletica che si svolge ancora ogni anno a Hengelo.
Il suo ultimo momento di gloria fu nel 1999. In occasione di un galà organizzato dalla IAAF a Monaco di Baviera, fu dichiarata "Atleta femminile del secolo", con sua grande sorpresa. Gli ultimi anni di vita, segnati dalla malattia di Alzheimer, li trascorse in una clinica psichiatrica. Morì a 85 anni nel 2004.
Un anno prima della morte, venne pubblicata una nuova biografia su Fanny Blankers-Koen, dopo quella uscita nel 1949 di cui il marito era uno degli autori. Attraverso molte interviste a parenti, amici e colleghi atleti, appare un ritratto in precedenza sconosciuto dell'atleta. Durante il suo periodo d'oro i media olandesi e internazionali la descrissero sempre come la madre perfetta, molto modesta in merito ai suoi successi personali. Nel nuovo libro di Kees Kooman, invece, appare come una donna piuttosto egoista, per la quale era difficile dare amore e che più di ogni altra cosa voleva vincere sempre.

### Record mondiali e nazionali
Durante la propria carriera Fanny Blankers-Koen ha stabilito diversi record mondiali e nazionali in varie specialità:
- 100 metri piani: 11"5 ( Amsterdam, 16 giugno 1948)  (record mondiale detenuto fino al 1952; record nazionale detenuto fino al 1969.)
- 200 metri piani: 23"9 ( Anversa, 22 settembre 1952) (record nazionale detenuto fino al 1957.)
- 80 metri ostacoli: 11"0 ( Amsterdam, 20 giugno 1948)  (record mondiale detenuto fino al 1952; record nazionale detenuto fino al 1963.)
- Salto in alto: 1,71 m ( Amsterdam, 30 maggio 1943)  (record mondiale detenuto fino al 1951; record nazionale detenuto fino al 1966.)

## Palmarès

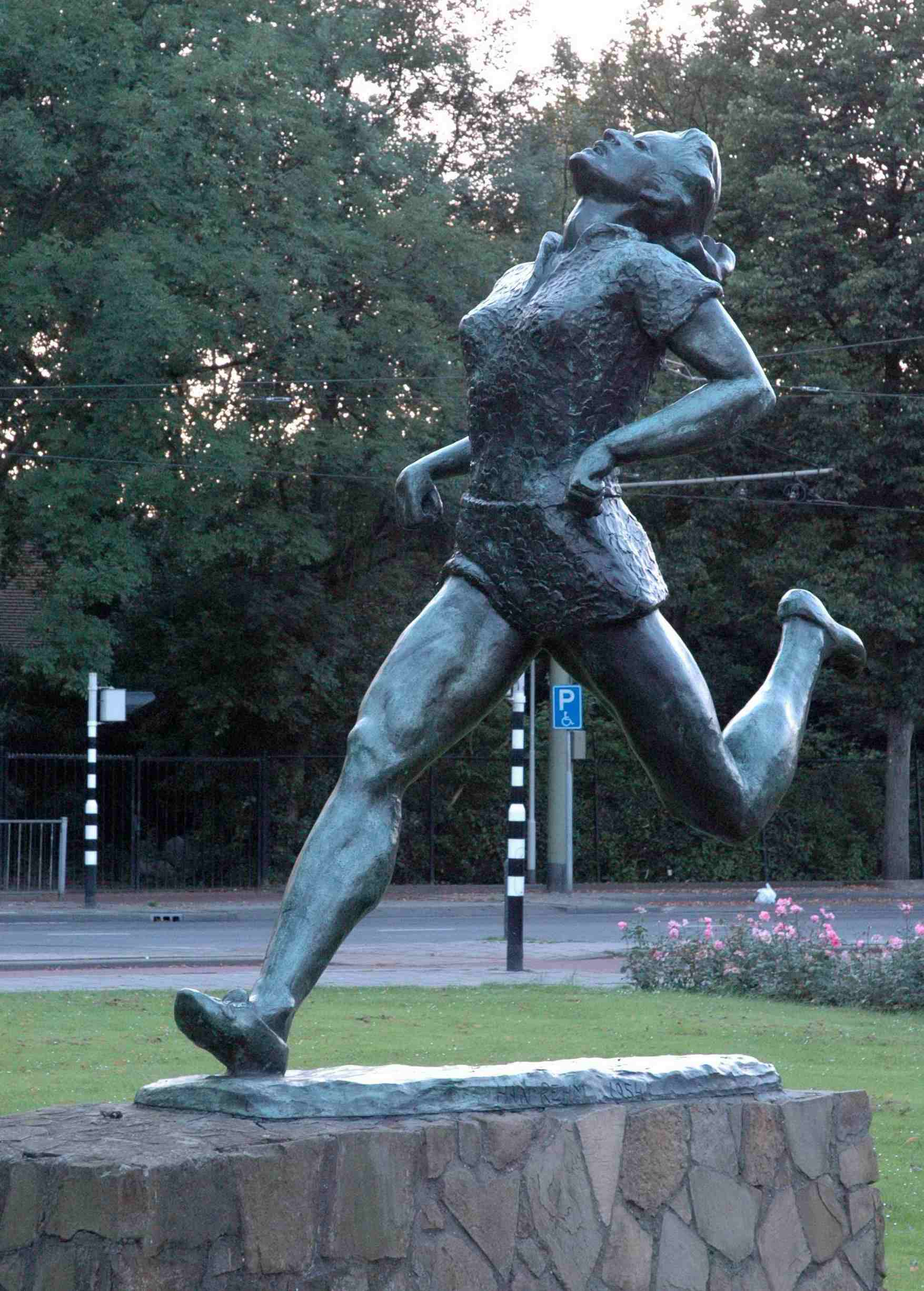
La statua dedicata a Fanny Blankers-Koen a Rotterdam

| Anno | Manifestazione  | Sede      | Evento        | Risultato        | Prestazione | Note                  |
| ---- | --------------- | --------- | ------------- | ---------------- | ----------- | --------------------- |
| 1936 | Giochi olimpici | Berlino   | Salto in alto | 6ª               | 1,55 m      |                       |
| 1936 | Giochi olimpici | Berlino   | 4×100 m       | 5ª               | 48"8        |                       |
| 1938 | Europei         | Vienna    | 100 m piani   | Bronzo           | 12"0        |                       |
| 1938 | Europei         | Vienna    | 200 m piani   | Bronzo           | 24"9        |                       |
| 1946 | Europei         | Oslo      | 80 m hs       | Oro              | 11"8        |                       |
| 1946 | Europei         | Oslo      | 4×100 m       | Oro              | 47"8        |                       |
| 1948 | Giochi olimpici | Londra    | 100 m piani   | Oro              | 11"9        | Record olimpico       |
| 1948 | Giochi olimpici | Londra    | 200 m piani   | Oro              | 24"4        | Record olimpico       |
| 1948 | Giochi olimpici | Londra    | 80 m hs       | Oro              | 11"2        | Record olimpico       |
| 1948 | Giochi olimpici | Londra    | 4×100 m       | Oro              | 47"5        |                       |
| 1950 | Europei         | Bruxelles | 100 m piani   | Oro              | 11"7        | Record dei campionati |
| 1950 | Europei         | Bruxelles | 200 m piani   | Oro              | 24"0        |                       |
| 1950 | Europei         | Bruxelles | 80 m hs       | Oro              | 11"1        | Record dei campionati |
| 1950 | Europei         | Bruxelles | 4×100 m       | Argento          | 47"4        |                       |
| 1952 | Giochi olimpici | Helsinki  | 100 m piani   | Quarti di finale | 12"0        |                       |
| 1952 | Giochi olimpici | Helsinki  | 80 m hs       | Finale           | dnf         |                       |

## Campionati nazionali
Durante la sua carriera agonistica Fanny Blankers-Koen ha vinto ben 59 titoli nazionali, così suddivisi:
- 13 volte campionessa nazionale dei 100 metri piani (1937, 1938, 1939, 1940, 1942, 1943, 1944, 1946, 1947, 1948, 1949, 1951, 1952)
- 12 volte campionessa nazionale dei 200 metri piani (1936, 1937, 1938, 1939, 1940, 1944, 1946, 1947, 1948, 1950, 1951, 1952)
- 11 volte campionessa nazionale degli 80 metri ostacoli (1940, 1944, 1946, 1947, 1948, 1949, 1950, 1951, 1952, 1953, 1954)
- 11 volte campionessa nazionale del salto in alto (1936, 1937, 1939, 1940, 1946, 1947, 1948, 1949, 1950, 1951)
- 9 volte campionessa nazionale del salto in lungo (1939, 1940, 1942, 1944, 1946, 1947, 1948, 1950, 1951)
- 2 volte campionessa nazionale del getto del peso (1947, 1955)
- 1 volta campionessa nazionale del pentathlon (1937)